# نايجل هولمز
نايجل هولمز (بالإنجليزية: Nigel Holmes)‏ هو رسام توضيحي ومصمم جرافيك بريطاني، ولد في 1942 في Swanland ‏ في المملكة المتحدة.